# Gohatto
Gohatto (御法度 Gohatto?), también conocida como Taboo, es una película japonesa del año 1999 dirigida por Nagisa Ōshima. Es un relato de la vida del samurái en una escuela de entrenamiento durante el período Bakumatsu, finalizando la era del samurái a mediados del siglo XIX. Específicamente, se centra en la homosexualidad dentro de la tradición shudō en un ambiente parcialmente cerrado. El filme mantiene numerosos nombres originales de la historia de Japón concernientes a ese período, así como también de los miembros del Shinsengumi.
El guion de la película, escrito por Ōshima, está basado en las novelas cortas Maegamino Sozaburo y Sanjogawara Ranjin de la novela Shinsengumi Keppūroku de Ryōtarō Shiba. Adicionalmente, al final de la película se muestra una referencia erudita sobre el cuento "El compromiso del crisantemo", contenido en la obra Ugetsu monogatari (Cuentos de la luz de la luna y de la lluvia), escrita en 1776 por Ueda Akinari.

## Argumento
La película comienza luego de que el Shinsengumi (新撰組?), un grupo de élite de samuráis comandado por Kondō Isami que defiende al Shogunato de las fuerzas reformistas, se traslada al templo Nishi Hongan-ji para comenzar a reclutar posibles nuevos miembros del grupo. Dentro de los examinados por uno de los capitanes (Okita Sōji), se encuentra el hijo de un chōnin (ex-samurái) que luego se dedica al comercio, Sōzaburō Kanō, de tan solo 18 años y Hiozo Tashirō, proveniente del clan Kurume. De todos los aspirantes, solo ellos dos son escogidos por el comandante, Hijikata Toshizō. Itō Kashitarō, el consejero militar, decide tomar a Kano como su ayudante. Para probarlo, los altos comandantes del grupo piden a Kano que sea el responsable de la ejecución de un miembro de la Cuarta Unidad, Seijirō Mutō. La noche anterior a la ejecución, Tashirō observa a su compañero, quien deberá ejecutar a Mutō al día siguiente y comienza a sentirse atraído por él. Kano ejecuta la orden recibida perfectamente, dejando asombrados a sus superiores y provocando los celos de Tashirō, quien por presenciar la ejecución, debe cumplir una condena de cinco días de arresto. 
Tras ser liberado, confiesa sus sentimientos a Kano, quien le rechaza. Durante la noche y, al intentar tocarlo, Kano le detiene anteponiendo un tantō entre ambos. Entre los hombres que comienzan a cortejar a Kano se encuentran Takeda Kanryuusai Tokuhiro, el comandante de la Quinta Unidad; Hijikata instiga a Tashirō y Kano a competir entre ellos para separarse. Sin embargo en el momento en que intenta medir sus fuerzas, por separado son dos grandes guerreros, aunque cuando deben luchar el uno contra el otro, Kano, aparentemente de sangre fría durante el combate, se afloja y no logra mantener su nivel contra Tashirō. De tal lucha, Toshizō deduce que ambos son amantes. Kondō Isami decide dirigirse a Chōshu y deja el mando a Toshizō, a quien le comenta que "corazones inflamados de pasión" pueden ser perjudiciales para una batalla y que esto debe evitarse. En el encuentro con varios clanes, se producen roces que generan peleas internas entre miembros del Shinsengumi y los demás clanes. Inoue Genzaburō, capitán de la Sexta Unidad, se mete en problemas y Kano decide ayudarlo, pero tras un ataque cae herido y el resto del grupo debe ayudarlos. Uno de los miembros, Yuzawa Tōjirō, amenaza y corteja a Kano al punto de llevarlo a la cama, situación que el joven acepta por presión del poder de su superior aunque no sienta absolutamente nada. Yuzawa, pensando en que la frialdad de Kano proviene de su romance con Tashirō, promete matarlo. 
Al día siguiente, Yuzawa aparece muerto y Toshizō investiga el hecho. Yuzawa era homosexual, razón por la cual el alto mando del grupo sospecha de la relación que pudo tener con Kano. Isami ordena entonces a Toshizō "hacer hombre" a Kano enviándolo a un lugar con oirans o prostitutas de alto nivel. Kano rechaza todas las ofertas para "divertirse". Un mes más tarde, Yamazaki Susumu, espía del grupo, continúa insistiendo para que salga con él a pedido de Toshiz y le pregunta a Kano si estaba saliendo con alguien. Este le responde que no y al notar cierto interés de Yamazaki (erróneo, ya que este solo quería información sobre su relación con Yuzawa), le responde que nadie, pero que es él quien le interesa. Sorprendido, el espía le responde que se ha confundido y que solo lo hace por su futuro. Kano responde que no tiene futuro y que solo se unió a la milicia para obtener el derecho a matar.

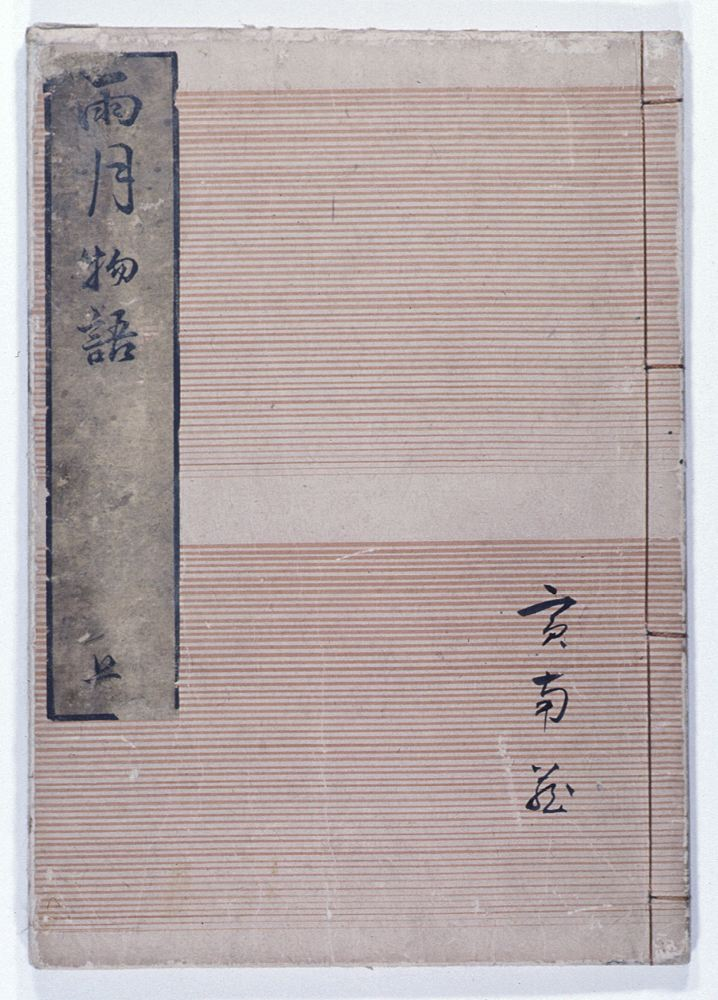
Portada de Ugetsu Monogatari. La historia de amor homosexual relatada por Okita Sōji casi al final de la película se encuentra en este libro.

Llega la esperada noche del "debut" heterosexual de Kano y tras contratar a la mejor oiran del lugar, al otro día la dueña le relata a Yamazaki la desastrosa experiencia puesto que el muchacho no tocó a ninguna de las jóvenes y pidió por su presencia durante toda la noche. A la noche siguiente, Yamazaki es atacado por un espadachín que se oculta entre las sombras pero deja en el lugar del hecho una pista: un tantō. El hecho levanta sospechas sobre Tashirō, quien probablemente esté intentando eliminar a todo aquel que se acerque a su amante. Kondo decide matarlo ya que ese tipo de hombres pueden ser introducidos a propósito para desbandar al grupo, y quien deberá cumplimentar la ejecución será el mismo Kano. Tras ser informado, Toshizō ordena a Kano cortarse el flequillo (el flequillo es símbolo de niñez, cosa no muy bien vista en samurái adultos y factor que ayuda a propagar su imagen bishōnen entre los demás), pero este le pide que le deje mantenerlo por un tiempo más, puesto que es parte de una promesa que ha hecho. 
Okita y Toshizō se dirigen al lugar en donde se librará la batalla. Okita relata a su compañero una historia, El compromiso del crisantemo, que trata sobre dos hombres que se conocieron y amaron, uno de ellos, samurái quien prometió regresar tras su partida. El tiempo pasó y lo que en realidad regresó fue su espíritu ya que murió en el camino pero su alma había prometido reencontrarse con su amante. Okita dice entonces, que la moraleja de la historia es que uno debe evitar rodearse de personas frívolas y estar con sus amigos y las personas que quiere. Pero luego se contradice, argumentando que en realidad odia a Tashirō y a Kano pero le agrada la historia. Toshizō imagina varias alternativas a lo que sucedería en el encuentro con Kano, incluyéndose a sí mismo. Finalmente, imagina a Kano, con un kimono rojo acercándose a Okita en la niebla. Cuando los dos contrincantes para la ejecución se enfrentan, Tashirō se defiende de las acusaciones de Kano argumentando que fue en realidad fue él quien mató y atacó a su otro compañero. Finalmente Tashirō muere asesinado por Kano, quien le susurra unas palabras imposibles de escuchar para Toshizō y Okita, quienes son testigos del hecho. Toshizō entonces reflexiona que en realidad Okita nunca amó a Kano, pero este si lo hizo, por lo que le ordena que lo mate. Muerto Kano, Toshizō concluye sus pensamientos resumiendo que Kano era deseado por muchos hombres y estaba poseído por un demonio. 
Durante el transcurso de la película se insertan varios datos reales del Shinsengumi, como por ejemplo el código de conducta entre estos, mientras que al mismo tiempo en el largometraje se profundiza acerca de la intimidad de los miembros del grupo y sus actitudes con respecto a las conductas homosexuales.

## Reparto
- Takeshi Kitano como Vicecomandante Hijikata Toshizō
- Ryūhei Matsuda como Kanō Sōzaburō
- Shinji Takeda como Capitán Okita Sōji
- Tadanobu Asano como Hyōzō Tashirō
- Yōichi Sai como Comandante Kondō Isami
- Kōji Matoba como Sugano Heibei
- Masa Tomiizu como Inspector Yamazaki Susumu
- Masatō Ibu como Itō Koshitarō
- Jirō Sakagami como Inoue Genzaburō
- Yoshiaki Fujiwara como Samurái
- Tomorowo Taguchi como Yuzawa Tōjirō
- Kei Satō como Narrador (voz)

## Producción
El título de la película, Gohatto, es un viejo término que puede traducirse como "en contra de la ley". Hoy en día, "gohatto" se traduce como "estrictamente prohibido" o "taboo" (tabú). Durante el rodaje, el actor Ryūhei Matsuda tenía apenas dieciséis años de edad. El papel convirtió a Matsuda en una estrella de cine, además de valerle el premio a "Mejor actor nuevo" en los Premios de la Academia Japonesa, así como también los premios Blue Ribbon, Kinema Junpo y Festival de cine de Yokohama a "Mejor actor nuevo". El filme también fue el último proyecto en ser dirigido por Nagisa Ōshima.

## Recepción
La película obtiene críticas positivas en los portales de información cinematográfica. En Rotten Tomatoes obtiene una calificación positiva del 71%. En IMDb, con 6625 valoraciones, una puntuación de 6,9 sobre 10.
La crítica de la revista Fotogramas Nuria Vidal le otorga una valoración de 3 sobre 5 puntos.

"(...) Fue una agradable sorpresa encontrarse en el Festival de Cannes de 2000 con un nuevo film del director mas importante del cine japonés contemporáneo. Y no un film cualquiera. Gohatto es uno de los más hermosos trabajos de Oshima. No solo por la fotografía en tonos apagados y suaves de Toyomichi Kurita o la música de Ryuichi Sakamoto. Es un film hermoso por la sinceridad que se desprende de esta historia de samuráis, historia de hombres entre hombres condenados a desaparecer en un mundo que ya no los necesita."
Nuria Vidal

Entre la crítica internacional Roger Ebert escribió que «Gohatto no es una película del todo exitosa, pero no es aburrida». Peter Bradshaw de The Guardian comentó que «es una película que para algunos será desalentadoramente impenetrable pero es inequívocamente el trabajo de un cineasta maestro y un trabajo de enorme extrañeza y encanto».
Gohatto fue un éxito comercial en Japón, recaudando ¥1,01 billones y convirtiéndose en una de las películas más taquilleras del año. También recibió un estreno cinematográfico limitado en Norteamérica, donde recaudó $114,425.

## Premios
- Nominada a la Palma de Oro en el Festival de Cannes de 2000,[14] Dancer in the Dark ganó la Palma de Oro.
- Ganó cuatro premios en el Blue Ribbon Awards del 2000:
  - Mejor director: Nagisa Ōshima
  - Mejor película: Nagisa Ōshima
  - Mejor actor revelación: Ryūhei Matsuda
  - Mejor actor de reparto: Shinji Takeda
- Ryūhei Matsuda ganó en la edición del 2000 de Premios de la Academia Japonesa por el Novato del año, y la película fue nominada en otras 9 categorías.
- Tadanobu Asano ganó el premio al Mejor Actor de Reparto en el 2000 de los Hochi Film Awards.
- Ryūhei Matsuda ganó el premio de Kinema Junpo Awards en la categoría de Mejor Actor Revelación del 2001.
- Ryūhei Matsuda ganó el premio de Mejor Talento Revelación en el Yokohama Film Festival del 2001.